# Braunrücken-Goldsperling

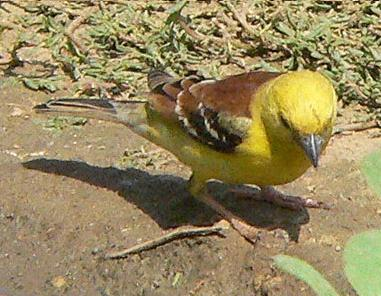
Männchen des Braunrücken-Goldsperlings

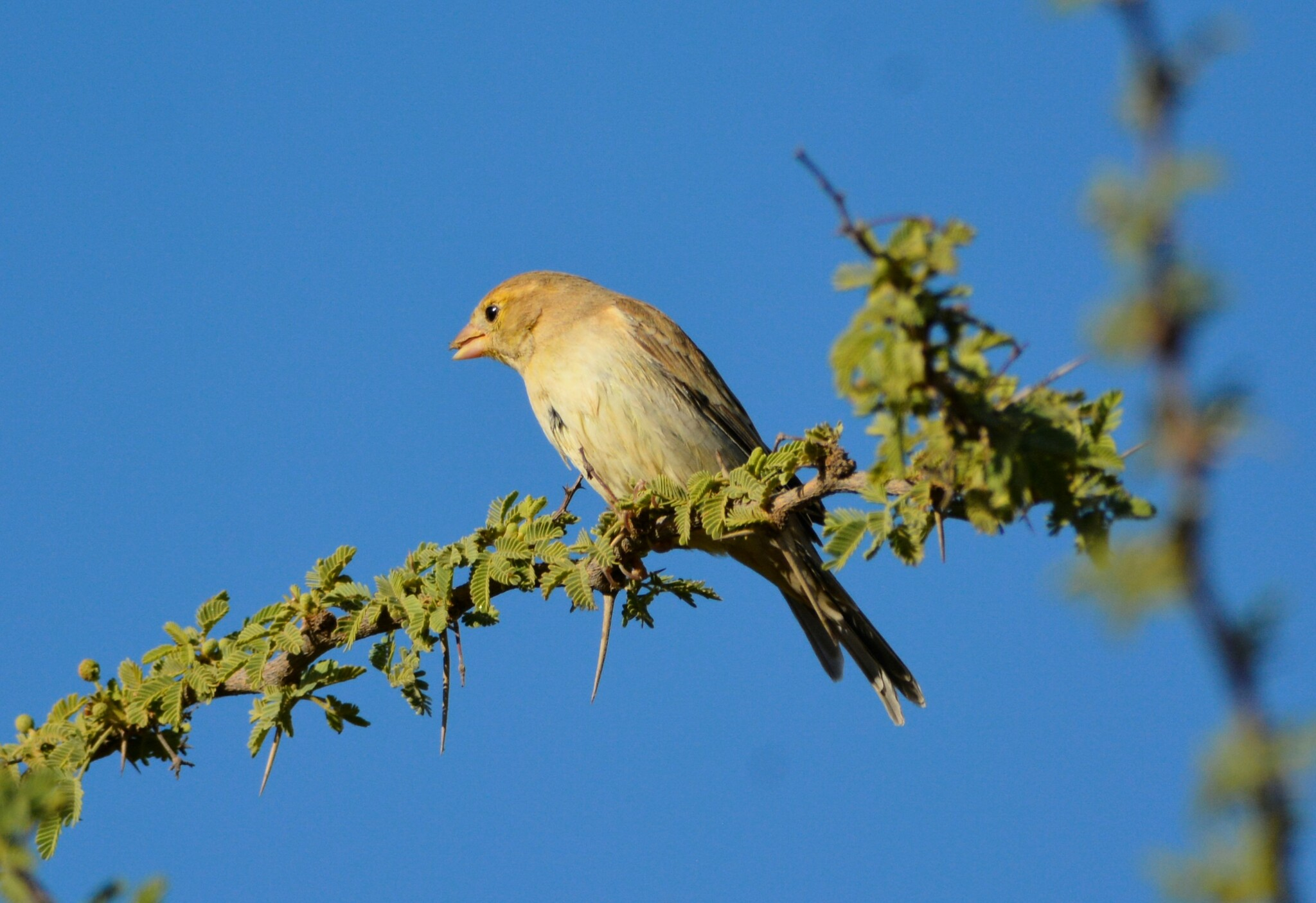
Weibchen des Braunrücken-Goldsperlings

Der Braunrücken-Goldsperling (Passer luteus) ist eine Vogelart aus der Familie der Sperlinge. Er gehört zu den wenigen Sperlingsarten, die in Europa verhältnismäßig häufig als Ziervogel gehalten werden.
Der Braunrücken-Goldsperling wird von der IUCN als  (=least concern – nicht gefährdet) eingestuft.

## Beschreibung
Der Braunrücken-Goldsperling erreicht eine Körperlänge von 12 bis 13 Zentimetern. Das Männchen hat ein goldgelbes Federkleid mit kastanienbraunem Rücken und Schwanz. Während der Brutzeit ist der Schnabel schwarz, ansonsten ist er genauso wie die Füße und Läufe fleischfarben. Das Weibchen des Braunrücken-Goldsperlings ist sandbraun, wobei die Körperunterseite etwas heller ist als die Körperoberseite. Seine Laute erinnern an die des Haussperlings.
Die Männchen des Braunrücken-Goldsperlings sind in ihrem Prachtkleid unverwechselbar. Der Jemengoldsperling, mit dem der Braunrücken-Goldsperling eine Superspezies bildet, hat ein dunkleres Gefieder und weist kein Braun auf. Das Weibchen weist Ähnlichkeiten mit den Weibchen des Haussperlings und des Maronensperlings auf, jedoch ist ihr Gefieder gelblich. Von den Weibchen des Jemen-Goldsperlings unterscheidet es sich durch die sandbraune Körperoberseite und den Längsstreifen auf dem Mantel.

## Verbreitung
Das Verbreitungsgebiet des Braunrücken-Goldsperlings reicht von Mali in Westafrika bis zum ostafrikanischen Äthiopien und dem Sudan und liegt zwischen 12° und 20°N. Braunrücken-Goldsperlinge leben überwiegend nomadisierend und brüten opportunistisch dann, wenn ihnen die Lebensraumbedingungen dazu Gelegenheit geben. Im Senegal und in Mauretanien reicht das Verbreitungsgebiet nicht weiter südlich als bis zur 500-mm-Isohyete, im Norden liegt die Verbreitungsgrenze etwa bei der 250-mm-Isohyete. In niederschlagsreichen Jahren brüten Braunrücken-Goldsperlinge jedoch auch in Regionen, die normalerweise nur 100 mm Niederschlag pro Jahr aufweisen. Seit den 1960er Jahren haben vermutlich die zunehmenden Bewässerungsmaßnahmen dazu geführt, dass der Braunrücken-Goldsperling sein Brutgebiet ausdehnen konnte.

## Lebensraum
Die Lebensräume des Braunrücken-Goldsperlings sind aride, sandige Savannen, die mit Dornenbüschen und Bäumen locker bestanden sind, sowie trockene Waldregionen. Er ist kein ausgeprägter Kulturfolger, sucht jedoch auf Getreidefeldern sowie in Dorfgärten gelegentlich nach Nahrung. Braunrücken-Goldsperlinge brüten bevorzugt in solchen Regionen, die entweder permanente Wasserstellen aufweisen oder wo ihnen Bewässerungsmaßnahmen Zugang zu Wasser verschaffen. Im Senegal und in Mauretanien kommt der Braunrücken-Goldsperling in Regionen mit einer jährlichen Durchschnittstemperatur von 29 bis 30 Grad vor. In Eritrea ist er häufig in mit Akazien schütter bewachsenen Savannen in Höhenlagen unterhalb von 1200 Metern anzutreffen. Er besiedelt hier auch die Küstenebene. Im Sudan brütet er in der Küstenregion am Roten Meer und meidet bergige Regionen. Der Braunrücken-Goldsperling hat sich auch menschliche Siedlungen als Lebensraum erschlossen und kommt auf Feldern sowie in Ortschaften vor.

## Lebensweise
Außerhalb der Fortpflanzungszeit ist der Braunrücken-Goldsperling eine sehr gesellig lebende Art. Er ist dann fast immer in losen Trupps von 10 bis 100 Individuen zu beobachten. Gelegentlich können solche Trupps jedoch auch bis zu 10.000 Individuen umfassen. Häufig ist der Braunrücken-Goldsperling mit dem Blutschnabelweber, Webervögeln der Gattungen Bubalornis oder Ploceus, dem Weidensperling, der Bandamadine, dem Afrikanischen Silberschnabel oder anderen Prachtfinken vergesellschaftet. Generell ist er ein scheuer Vogel, der schnell auffliegt, wenn sich ihm Menschen nähern. Zum Komfortverhalten zählen sowohl ausgiebige Staubbäder als auch das Baden in Wasser.
Zu Beginn der Trockenzeit, wenn Nahrung noch ausreichend und weiträumig zur Verfügung steht, finden sich nur immer wenige Vögel an einzelnen Rastplätzen ein, deren Ort sich permanent verschiebt. Gegen Ende der Trockenzeit bilden sich große gemeinschaftliche Rastplätze in der Nähe von Wasserstellen und Nahrungsgründen. An einem solchen Rastplatz im Senegal hielten sich 400.000 Braunrücken-Goldsperlinge über ein Gebiet von 20 Hektar verteilt auf. Im Niger versammelten sich während der Nacht mehr als eine Million Individuen dieser Sperlingsart auf einem Gebiet von 800 Hektar. Als Ruheplätze werden in der Regel dicht gewachsene Dornbüsche sowie Bäume und Zuckerrohrfelder gewählt. Einige Ruheplätze werden außerhalb der Fortpflanzungszeit über einen Zeitraum von fünf Monaten immer wieder aufgesucht. Den Rastplatz verlassen Braunrücken-Goldsperlinge mit Beginn der Morgendämmerung. Lediglich bei regnerischem Wetter und während der Fortpflanzungszeit sind sie ganztägig aktiv. Außerhalb der Fortpflanzungszeit ruhen sie während der heißesten Zeit des Tages in Bäumen und Sträuchern unweit ihrer Nahrungsgründe. Fällt gegen 16 Uhr die Temperatur ab, suchen sie die Wasserstellen auf, um dort zu baden und zu trinken. In ihre nächtlichen Ruheplätze fallen sie 60 bis 90 Minuten vor Sonnenuntergang ein.

### Nahrungssuche und Nahrung
Braunrücken-Goldsperlinge suchen ihre Nahrung überwiegend am Boden, sie halten sich dabei bevorzugt in der Nähe von Bäumen und Sträuchern auf, die sie zwischen den einzelnen Aktivitätsphasen zum Ruhen wieder aufsuchen. Während der Fortpflanzungszeit suchen sie überwiegend einzeln nach Nahrung und entfernen sich dann nicht allzu weit vom Nistbaum. Trupps von fressenden Braunrücken-Goldsperlingen sind generell in eine Richtung ausgerichtet, die hinteren Vögel überfliegen dabei regelmäßig die vorderen, um sich an die Spitze des Trupps zu setzen. Samen wird sowohl aus den Ähren gepickt als auch vom Boden aufgelesen.
Die Nahrung besteht überwiegend aus Grassamen wie beispielsweise denen von Rispenhirsen und landwirtschaftlichen Anbauprodukten wie Perlhirse, Reis und Sorghumhirsen. Die Vögel fressen auch Früchte, Tomaten, Blüten, Insekten, Spinnen und Schnecken. Die Nestlinge werden mit großen Insekten und deren Larven gefüttert.

### Fortpflanzung
Braunrücken-Goldsperlinge nisten fast ausschließlich in Brutkolonien, die sehr groß sein können. Im Senegal wurden pro Quadratkilometer 1.000 bis 20.000, in Mali 10.000 und Niger zwischen 12.000 und 57.000 Nester pro Quadratkilometer gezählt. In einem einzelnen Baum können sich bis zu 15 Nester befinden. Nur die jeweils unmittelbare Nestumgebung wird von den Brutpaaren verteidigt. Der Braunrücken-Goldsperling ist monogam, es ist bislang aber nicht sicher, ob die Paarbeziehung länger als für eine Brutdauer besteht.
Braunrücken-Goldsperlinge sind opportunistische Brüter. Sie beginnen mit der Brut, wenn nach Regenfall der Boden mit junger Vegetation bedeckt ist und ausreichend Insekten für die Ernährung der Jungvögel sowie Wasserstellen zur Verfügung stehen. Innerhalb der Kolonie ist das Brutgeschäft nicht synchronisiert; die Brutkolonie kann bis zu zwei Monate mit Brutpaaren in unterschiedlichen Stadien des Brutgeschäfts bestehen. Das Nest ist ein Kugelnest mit seitlichem Eingang. Es wird nicht besonders sorgfältig gebaut, das außen nicht bearbeitete Nistmaterial hängt meist lose herab. Braunrücken-Goldsperlinge verbauen unter anderem Gras, Rinde, Blätter, Blüten und Federn. Das Nest befindet sich gewöhnlich in einer Astgabel, 1,8 bis 5,0 Meter über dem Erdboden. Der Nestbau wird vom Männchen eingeleitet, das entweder Ästchen vom Boden aufliest oder welche von benachbarten Nestern stiehlt.
Das Gelege besteht aus drei bis vier weißlichen Eiern. Es wird elf Tage allein vom Weibchen bebrütet. Der männliche Elternvogel ist jedoch an der Fütterung der Nestlinge beteiligt. Die Nestlingszeit beträgt 15 Tage.

## Systematik
Maronensperling, Jemen-Goldsperling und Braunrücken-Goldsperling galten lange als ursprünglichste Arten innerhalb der Gattung Passer mit nur einem verhältnismäßig geringen Verwandtschaftsgrad zum Haussperling und den anderen, in der Paläarktis vertretenen schwarzkehligen Sperlingsarten. Sie wurden deshalb gelegentlich in die Gattung Auripasser gestellt. Untersuchungen der mitochondrialen DNA weisen jedoch darauf hin, dass sowohl der Maronensperling als auch Jemen- und Braunrücken-Goldsperling entweder von diesen schwarzkehligen Sperlingsarten abstammen oder eng mit ihnen verwandt sind.

## Einzelbelege
1. 1 2 3   Fry et al., S. 37
2. ↑   Fry et al., S. 36
3. ↑   Fry et al., S. 36–37
4. ↑   Fry et al., S. 37–38
5. 1 2 3 4   Fry et al., S. 38
6. ↑   Fry et al., S. 8
7. ↑   Fry et al., S. 39
8. ↑  Luis M. Allende, Rubio, Isabel; Ruíz-del-Valle, Valentin; Guillén, Jesus; Martínez-Laso, Jorge; Lowy, Ernesto; Varela, Pilar; Zamora, Jorge; Arnaiz-Villena, Antonio: The Old World sparrows (genus Passer) phylogeography and their relative abundance of nuclear mtDNA pseudogenes. In: Journal of Molecular Evolution. 53. Jahrgang, Nr. 2, 2001, S. 144–154, PMID 11479685 (chopo.pntic.mec.es (Memento des Originals vom 21. Juli 2011 im Internet Archive) [abgerufen am 31. Juli 2011]).  Info: Der Archivlink wurde automatisch eingesetzt und noch nicht geprüft. Bitte prüfe Original- und Archivlink gemäß Anleitung und entferne dann diesen Hinweis.